# Cathédrale de León (Espagne)

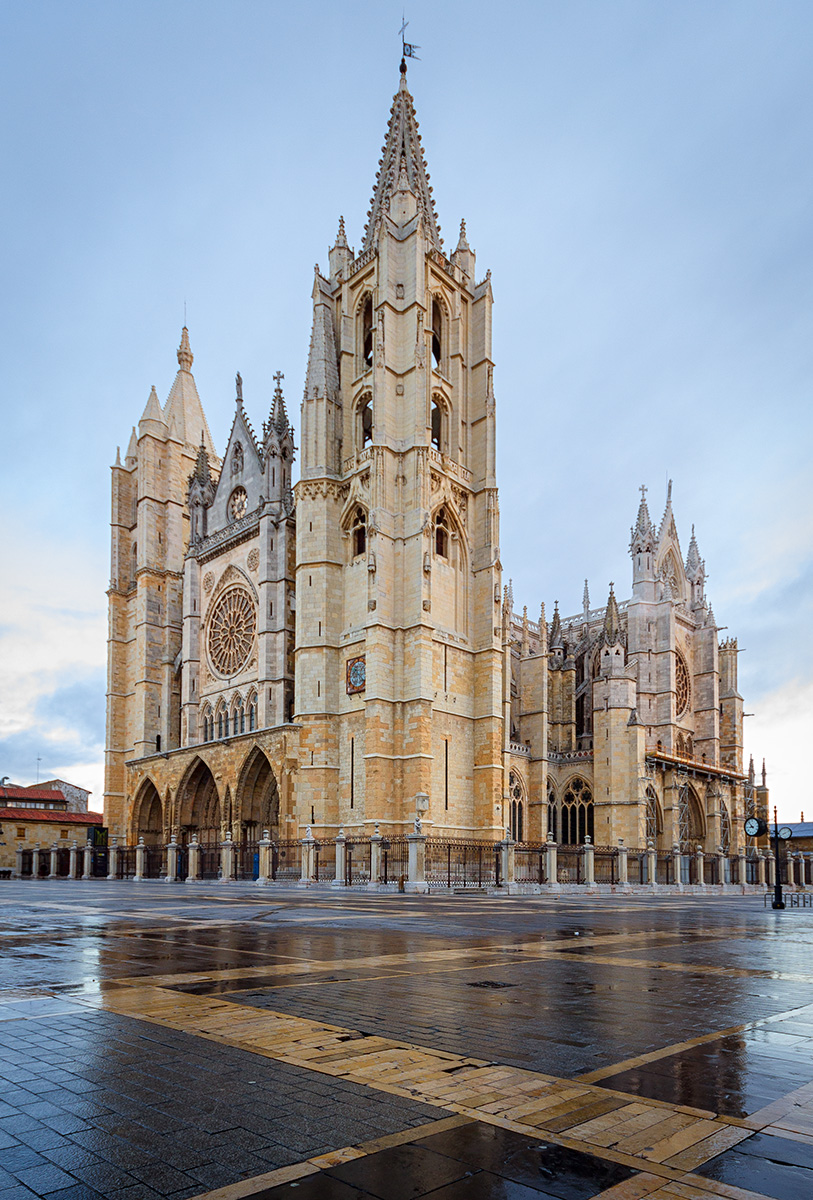
Les Tours gothiques

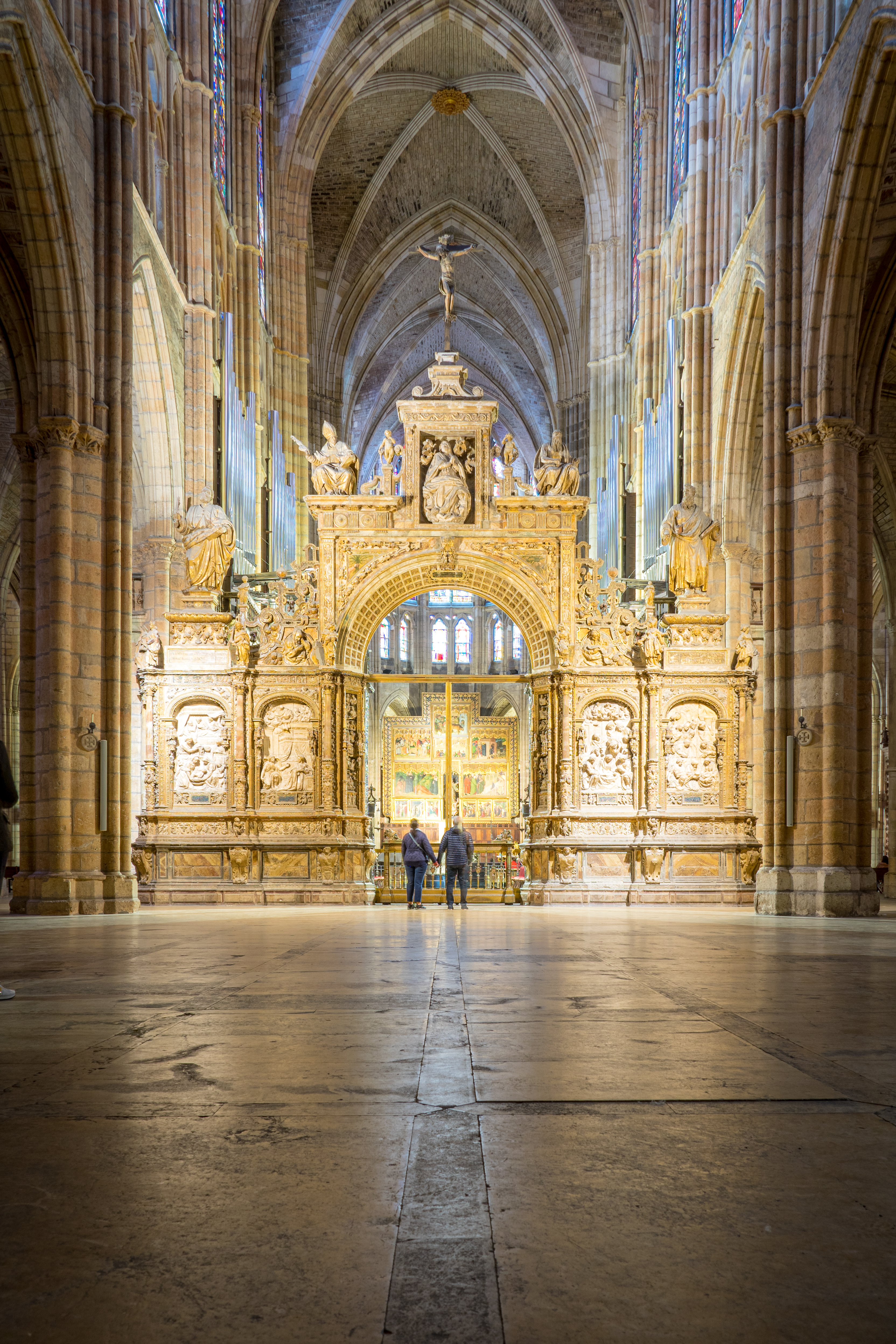
Le trascoro de l'avant-chœur.

La cathédrale Sainte-Marie de León (en espagnol : catedral de Santa María de Regla) est l'église cathédrale de la ville de León, en Espagne. Située sur la Plaza de Regla, elle est dédiée à Sainte-Marie de Regla, et familièrement surnommée « Pulchra leonina ». Faisant partie du Camino de Santiago, elle est aussi appelée Notre-Dame-du-Chemin (en espagnol : catedral de Santa María del Camino) de León. 
Édifiée à un endroit stratégique de la ville, la cathédrale est un chef-d'œuvre des débuts du gothique espagnol. Construite pour le gros œuvre entre le milieu du XIIIe et la fin du XIVe siècle, cet édifice gothique très homogène est la seule cathédrale d'Espagne à avoir adopté le goût français pour des nefs hautes et élancées largement éclairées.

## Histoire
Sur l'actuel emplacement de la cathédrale, la Legio VII Gemina avait construit des thermes et d'autres bâtiments publics. Certains de ces restes romains ont été découverts à côté de la façade sud. 
Avec la Reconquista, ces bâtiments ont été transformés en palais royal. En 916, le roi Ordoño II (914-924), roi depuis peu, gagna la bataille de San Esteban de Gormaz contre les Arabes. En remerciement à Dieu de cette victoire, il a cédé son palais pour construire la première cathédrale espagnole. Sous l’épiscopat de l’évêque Fruminio II, le bâtiment est transformé en lieu sacré. Il reçoit les restes du roi Ordoño II, décédé à Zamora en 924. 
L’église était gardée et régie par des moines de l'ordre de saint Benoît, et très probablement sa structure était semblable à celle de tant d'autres édifices de la période mozarabe de León.
Les chroniques parlent du passage de Mohammed ibn-Abi Amir dit el-Mansour, al-Manzor en espagnol (938-1002), le victorieux en arabe, à la fin du premier millénaire, dévastant la ville et détruisant ses églises. Les dommages provoqués à la cathédrale ont dû être facilement réparés, puisqu'en 999 était couronné, dans un événement plein de splendeur, le roi Alphonse V le Noble (999-1028). Après une succession de politiques confuses et d'entreprises de guerre, en 1067, la cathédrale était dans une situation d’extrême pauvreté. Cela affectait le roi Ferdinand Ier le Grand, 1035-1065 qui, après avoir transféré les restes de saint Isidore de Séville à la cathédrale de León, « s'est impliqué dans les faveurs à cette dernière ». C'était pendant la période de l’expansion de l’art roman.
Avec l'aide d'Urraca, sœur du roi, commence la construction d'une seconde cathédrale romane. Bien qu'initialement romane, son style est fondamentalement gothique, construite en brique et maçonnerie, avec trois nefs terminées par des absides semi-circulaires, celle du centre est consacrée à sainte Marie (Santa María), comme dans l'église précédente. L'examen de sa structure montre qu’elle a reçu des influences mozarabes, utilisant l'arc en fer à cheval comme décoration.
Elle est consacrée le 10 novembre 1073.
Cette cathédrale a été préservée jusqu'à la fin du siècle suivant. Quand accède au trône le dernier roi de León, Alphonse IX (1188-1230), se produit dans la ville et dans le royaume un important changement social, marqué par la créativité artistique et par le développement culturel.
Les travaux de la troisième cathédrale ont commencé vers 1205 et sa structure fondamentale est terminée en 1301, bien que les travaux de la tour sud se poursuivent jusqu'au XVe siècle. Une grande partie de la construction repose sur les restes romains, un hypocauste du IIe siècle, ce qui a fragilisé la solidité des fondations des piliers. L'accumulation d'humidité et l’infiltration des eaux ont provoqué de graves difficultés au maître d’œuvre. D'autre part, la majorité des piliers de la cathédrale sont en pierre de mauvaise qualité, de type calcaire, avec une faible résistance aux agents atmosphériques. En outre, son style élancé est un défi à la matière ; les supports sont suprêmement fragiles, les lignes ont été réduites à une purification totale, de sorte que quelques architectes de l'époque ont mis en doute qu'un tel projet puisse être mené à terme.
Toutes ces difficultés sont certainement les raisons les plus notables pour lesquelles, à la fin du XIVe siècle apparaissent déjà des fissures dans son bâti. À cette époque la façade sud se fragilise, ce qui a pour effet de déséquilibrer les piliers des tours. Pour les consolider, est construite la « silla de la reina » (chaise de la reine), œuvre du maître Jusquín. 
En 1631, il a fallu détruire une partie des voûtes de la nef centrale. Le conseil municipal fait appel à Juan Naveda, architecte de Philippe IV d'Espagne (1605-1621-1665). Ce dernier couvre la croisée du transept d'une grande coupole, en brisant les résistances du système gothique [Quoi ?], différentes de  celles du baroque. Tous ces travaux mettent la façade sud, le chevet et les chapelles à nouveau en danger. Celles-ci sont reconstruites en 1694. 
La cathédrale voit se succéder de grands architectes, comme Giacomo de Pavie, tandis que les maux s’aggravent. Le séisme de Lisbonne en 1755 affecte tout le bâtiment, particulièrement les vitraux. En l’an 1830 les décollements de pierres se sont accélérés dans le chevet sud ; pour sauver l'édifice, Sánchez Pertejo renforce les butées de toute la façade.
Le conseil municipal a craint un dénouement fatal, lorsqu'en 1857 des pierres des voûtes tombent. C’est alors  qu’intervient l'Académie royale des Beaux Arts de San Fernando ; le gouvernement charge des travaux Matías Laviña. Celui-ci fait démonter les quatre pinacles qui entouraient le bâtiment, rendant davantage imminent le danger de l'effondrement total. À sa mort, les travaux sont confiés à Hernández Callejo. Celui-ci prétendait continuer à démonter le bâtiment : sa charge lui est retirée. Juan Madrazo continue, en 1869 la restauration, avec les projets de Matías Laviña. Celui-ci est un spécialiste du gothique français. Il a notamment modifié la disposition des voûtes, a refait l’arche de la façade sud et a planifié toute la cathédrale dans son état actuel. Demetrio de los Ríos lui a succédé dans sa charge en 1880. Puriste, il restitue à la cathédrale son aspect primitif, selon sa pensée rationaliste, et démonte la façade occidentale, conçue par Juan López et Juan de Badajoz el Mozo, au XVIe siècle. À sa mort, Juan Bautista Lázaro est nommé architecte de la cathédrale, et conclut les travaux de restauration architectonique dans la plus grande partie du bâtiment. En 1895, il entreprend la tâche difficile de recomposer les vitraux. Ceux-ci avaient été démontés depuis plusieurs années et entreposés, avec de grandes détériorations. Il est aidé par Juan Crisóstomo Torbado, son collaborateur.
Les travaux des dernières décennies ont concerné le traitement de la pierre, avec un effort pour conserver cette merveille architectonique.

## Plan de la cathédrale

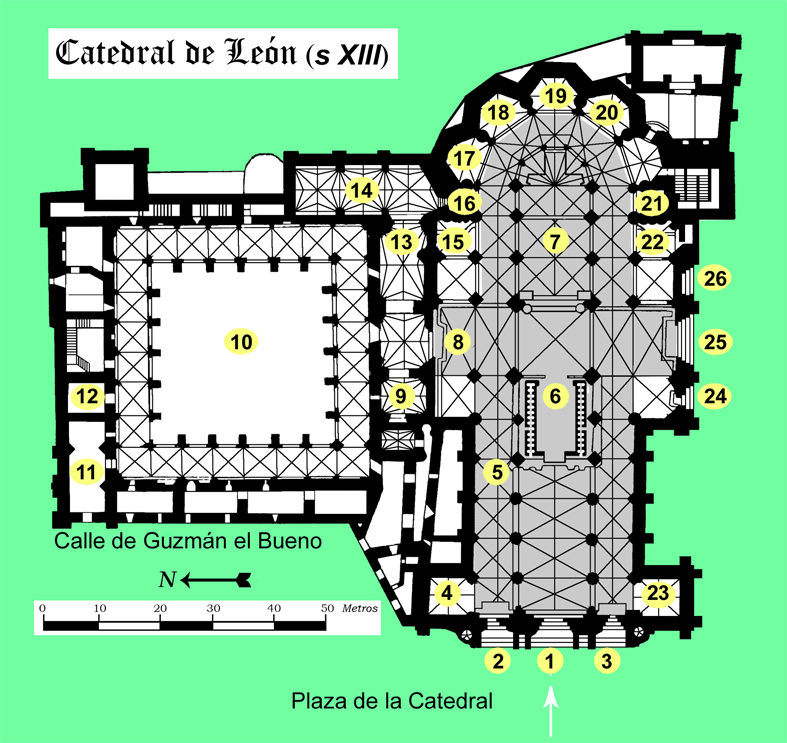
1. Portique de Sainte-Marie-la-Blanche. 2. Portail Saint-Jean. 3. Portail Saint-François. 4. Chapelle Saint-Jean. 5. Démbulatoire. 6. Chœur. 7. Maître-autel et retable. 8. Portail de la Vierge del Dado. 9. Chapelle Sainte-Thérèse. 10. Cloître. 11. Chapelle Saint-Nicolas. 12. Chapelle du comte de Rebolledo. 13. Chapelle Saint-André. 14. Chapelle Saint-Jacques. 15. Chapelle de la Vierge del Dado. 16. Chapelle du Passage. 17. Chapelle de la Nativité. 18. Chapelle de la Conception. 19. Chapelle de la Vierge Blanche. 20. Chapelle de la Consolation. 21. Chapelle du Christ. 22. Chapelle du Carmen. 23. Chapelle Saint-François. 24. Portail de la Mort. 25. Portail du Sarmental. 26. Portail de San Froilán ou de la Reine.

## Façade principale

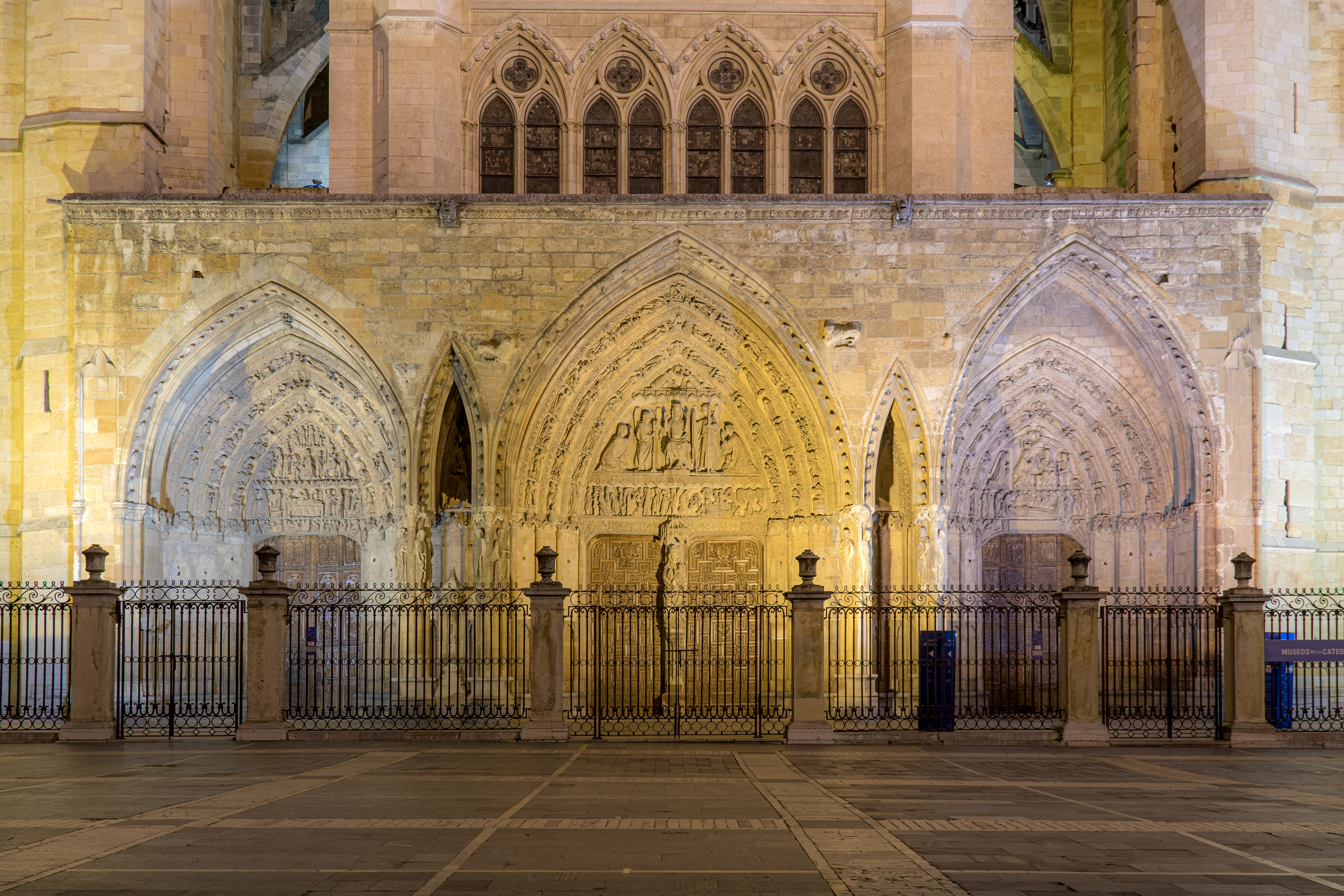
Les trois portes du portail principal.

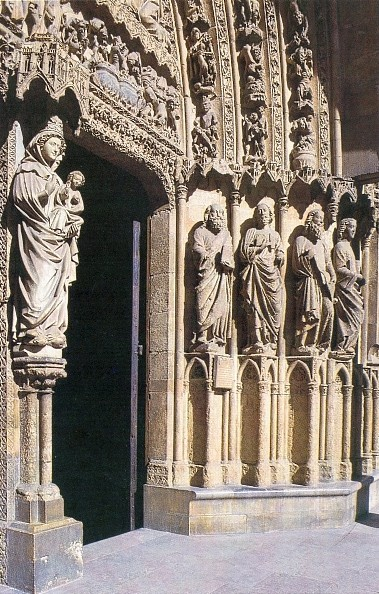
Le portail et la statue de sainte Marie.

Avec cinq arches finement taillés du XIIIe siècle, trois portails d'une grande profondeur et d'une grande richesse statuaire s'intercalent deux arcades très aiguës, et une rosace centrale, flanquée par deux tours gothiques respectivement de 65 et 68 mètres. Au portail central trône Sainte Marie la Blanche, Nuestra Señora la Blanca, au doux sourire (c'est une copie : l'original se trouve dans la chapelle absidale). Les statues des jambages du portail central sont d'une élégance raffinée. Sur le linteau, le thème du Jugement Dernier, oppose de façon très expressive le sort des bienheureux et celui des réprouvés. Le tympan du portail gauche retrace divers épisodes de la vie du Christ. À droite, le portail de saint François présente la Dormition et le Couronnement de la Vierge.

## La nef, vaisseau de lumière
Ses dimensions sont 90 m de long, 29 m de large et 30 m de hauteur. Divisée en trois nefs de l'entrée à la croisée du transept, et en cinq nefs du transept à l'autel principal.

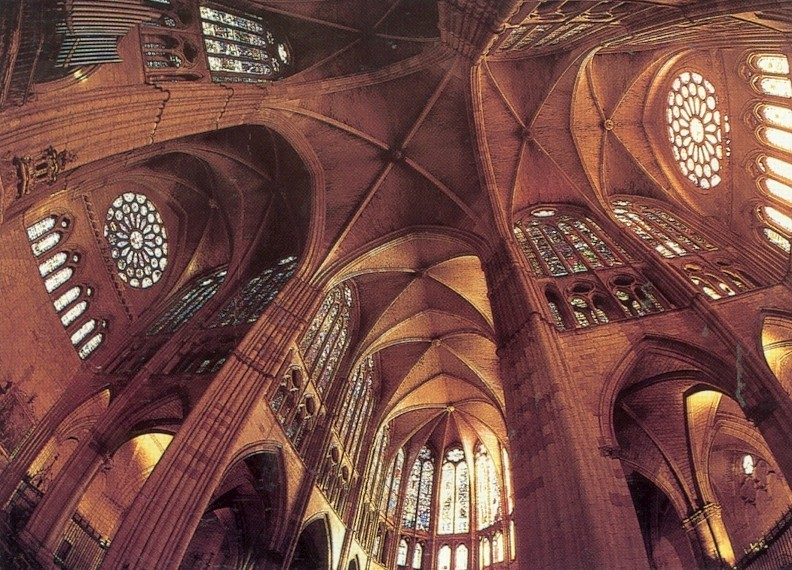
Le transept et les vitraux.

L'exceptionnelle parure de vitraux qui éclaire le vaisseau de lumière et domine la Plaza de Regla - 1 800 m2 de surface, répartis sur 125 panneaux et 57 médaillons - est la plus grande en Espagne et l'une des plus précieuses. Ce n’est cependant pas la vitrerie la plus importante d'Europe :  celles de Chartres (2 400 m2) ou de Metz (6 500 m2) la dépassant largement. Elle a fortement compromis la solidité de l'ensemble. La dernière restauration date de la fin du XIXe siècle. Les plus anciens vitraux, du XIIIe au XVe siècle, habillent la rose de la façade principale et les trois chapelles centrales de l'abside. Ceux de la chapelle Saint-Jacques ont déjà une allure Renaissance. Ceux de la nef, exécutés plus tardivement et jusqu'à l'époque contemporaine, illustrent trois grands thèmes : en bas, le règne végétal et minéral ; derrière le triforium, des personnages civils et des blasons ; sur les fenêtres hautes, la théorie des Bienheureux.
Dans le déambulatoire et le transept, nombreux tombeaux gothiques ; remarquer celui de l'évêque don Rodrigo, surmonté d'un arc à lobes, dans la chapelle de la Vierge del Carmen, à droite du maître-autel.

## Letrascoro
De style Renaissance, il a été réalisé d'après les plans de Juan de Badajoz ; l'arc triomphal, encadré de chaque côté par quatre magnifiques bas-reliefs en albâtre, œuvre d'Esteban Jordàn, libère la perspective sur la nef.

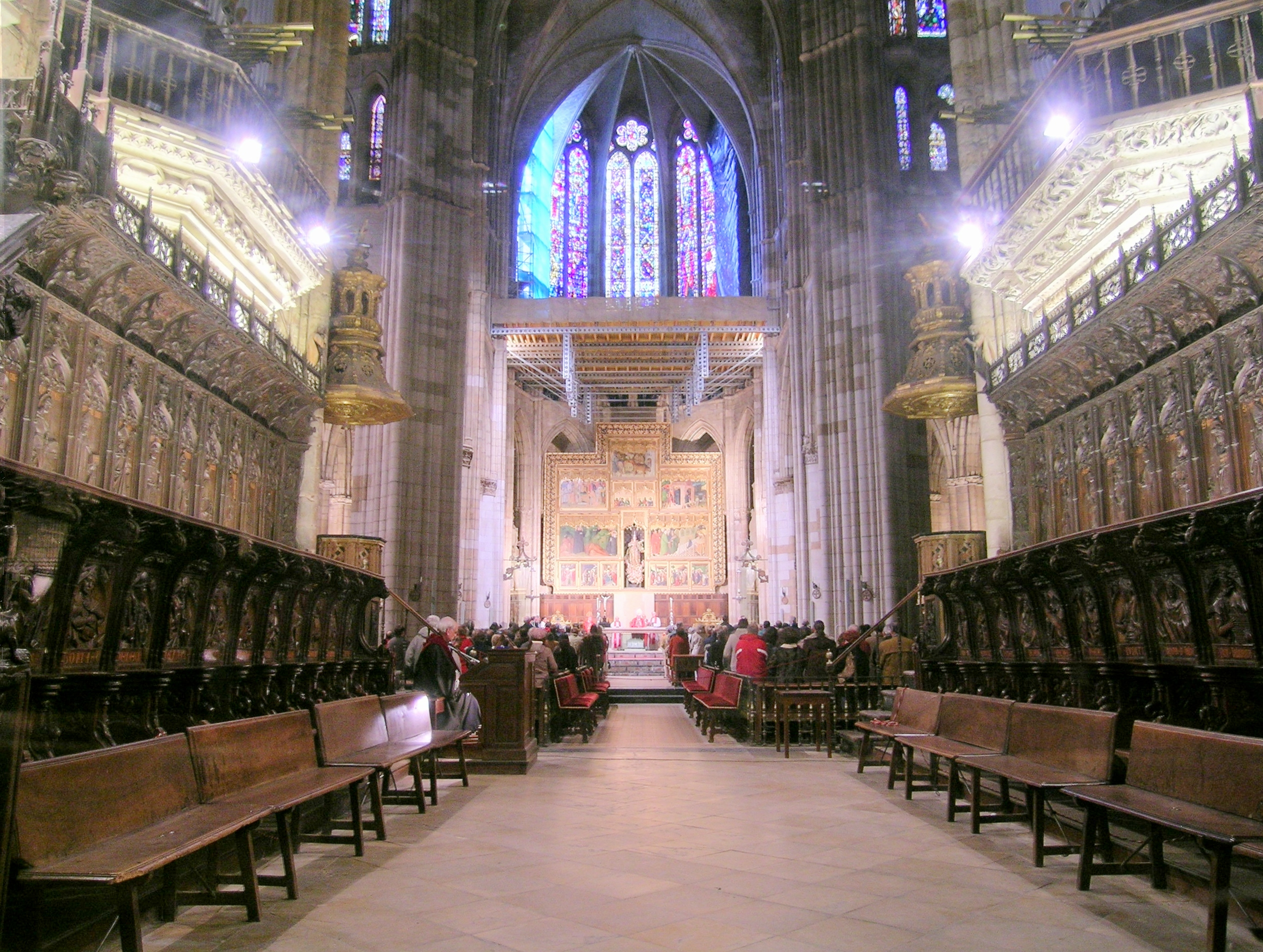
Le chœur et le maître-autel.

## Maître-autel
Le retable consacré à Marie, Mère de Dieu, peint par Nicolàs Francés (v.1390-v.1468), est un exemple du style gothique international du XVe siècle. À sa gauche une remarquable Mise au tombeau d'influence flamande est attribuée au maître de Palanquinos. Au pied de l'autel une châsse d'argent abrite les reliques de saint Froilàn, patron de Léon.

## Images de pèlerins et de Saint Jacques dans la cathédrale

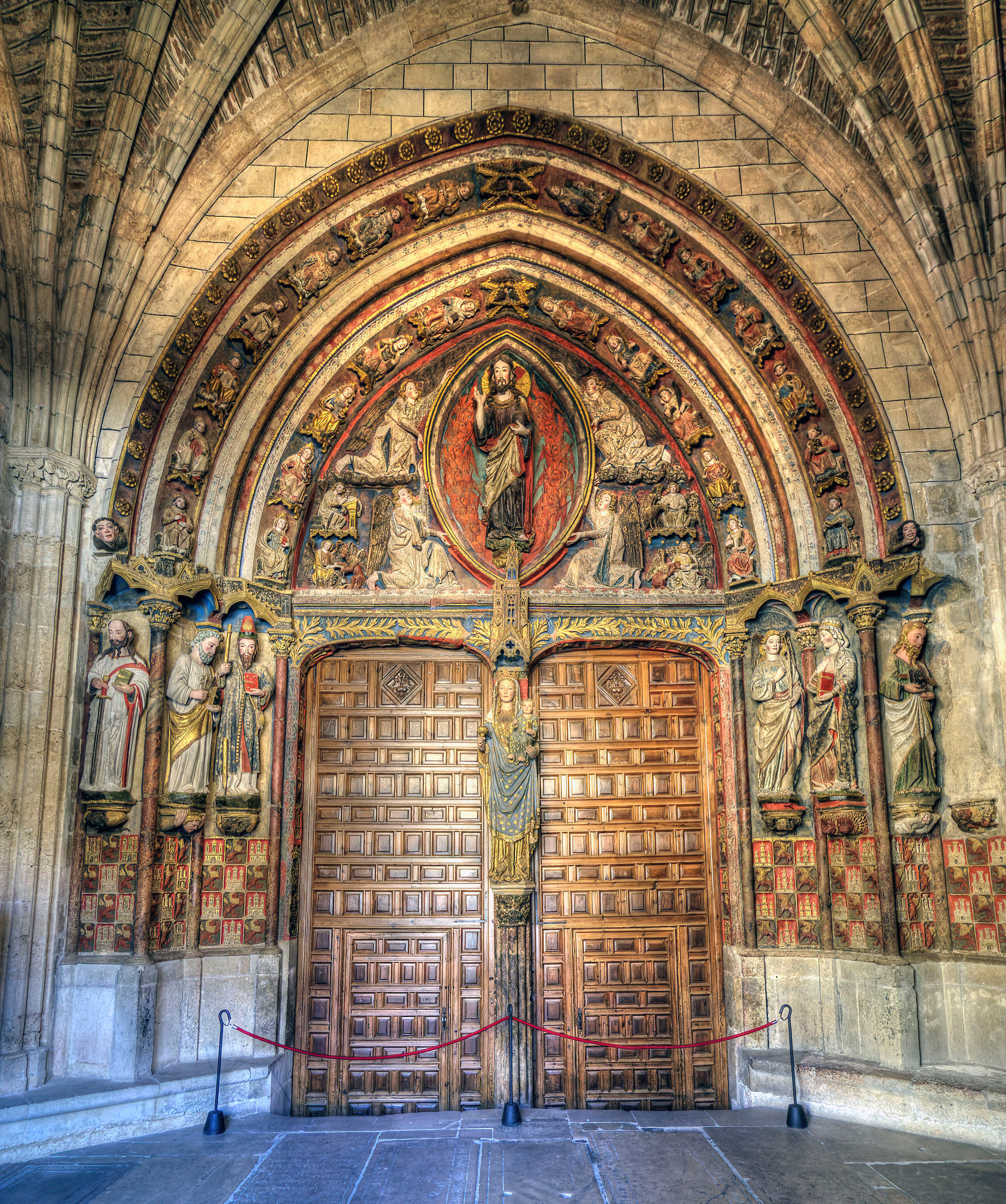
Le portail de la Vierge del Dado.

Au portail central de la façade occidentale, à la droite de saint Pierre, saint Jacques pèlerin est soutenu par une petite colonne usée par la piété des jacquets. Il figure également au portail de la Vierge, par lequel passaient les pèlerins. Ce portail est aussi appelé del Dado, en souvenir du miracle suivant : un joueur se convertit en voyant saigner le front de L'Enfant Jésus contre lequel, furieux d'avoir perdu son argent, il avait jeté ses dés. Au portail du Jugement dernier, Saint François et Saint Dominique, discutant avec le roi Saint Ferdinand, sont des pèlerins d'exception qui font partie du cortège des bienheureux en route vers le paradis. La sculpture funéraire, fait elle aussi référence au pèlerinage, soit par la foule des pèlerins secourus, portant besace et coquille (tombeau de l'évêque Martìn II Rodriguez), soit par l'image de l'apôtre lui-même, qui remplace Saint Jean l'évangéliste dans un calvaire (tombeau de Domingo Yàñez, dans le cloître). Saint Jacques, en homo viator, guide également plusieurs pèlerins ; ce thème du passeur a connu une certaine diffusion.

## Cloître
Avant d'y pénétrer, on voit le portail nord du transept, abrité des intempéries, qui a conservé sa polychromie et qui est dédié à la Vierge de l'offrande placée sur le trumeau. Les arcades du cloître datent de la construction de la nef, des XIIIe et XIVe siècles, mais les voûtes avec leurs clés très ouvragées ont été remaniées au XVIe siècle par Juan de Badajoz. Les murs des galeries s'ornent de fresques murales de Nicolàs Francés, de tombeaux romans et gothiques.

## Musée de la cathédrale
El Museo catedralicio, est l'un des meilleurs du genre et la salle consacrée à l'époque romane compte plus de 50 pièces datant des XIIe et XIIIe siècles. 
S'y trouve un Christ en ivoire du XIIIe siècle, des sculptures de Juan de Juni et de ses disciples, un missel du XVIe siècle et plusieurs ornements liturgiques de la même époque. Il abrite également nombre d'ivoires, de peintures, d'étoffes, de céramiques et de manuscrits anciens, exposés dans les salles qui entourent le cloître.
Dans la bibliothèque il y a plusieurs manuscrits wisigothiques, une bible enluminée datée de 920 et un exemplaire de la Lex Romana Visigothorum. 
La cathédrale abrite également de nombreux tombeaux, dont celui d'Ordoño II, roi de Galice de 914 à 924, richement décoré.